# Kristberg
Kristberg är kyrkbyn i Kristbergs socken i Motala kommun i Östergötlands län som ligger mellan Motala och Borensberg.

## Kyrkbyn
Kyrkbyn breder ut sig på ömse sidor om Kristbergs kyrka, som ligger högt på en randås som sträcker sig i öst-västlig riktning genom södra delen av Kristberg. Söderut är utsikten vid över sjön Boren och ekängen i Kristberg, även kallad Brinkängen. I närheten finns en skogbevuxen ravin genom vilken Prästbäcken slingrar sig ned till Boren.
Förutom kyrkan, vars äldsta delar är från slutet av 1100-talet eller början av 1200-talet, innefattar kyrkomiljön Kristbergs tidigare rusthåll (även benämnt Krigsberg), en tidigare prästgård, en tidigare kyrkskola och ett tidigare församlingshem (den 1935 invigda Vibergsgården). I närheten finns också en byggnad som fram till 1982 innehöll en lanthandel (Högbylyckan) samt gården Hultorp, vid vilken det under 1800-talet fanns en lastageplats vid Boren. Hultorp omnämns första gången 9 maj 1395 då bland andra "Magnus i Hultathorpe" skänkte en kvarndamm till kyrkoherden "Thorgils" i Kristberg.    
Kyrkbyn genomkorsas av riksväg 34 som går en bit nedanför kyrkan. Fram till 1953 löpte vägen betydligt närmare kyrkan, alldeles utanför södra kyrkogårdsmuren.

## Prästgården
Prästgården i Kristberg har haft flera föregångare på samma plats. År 1335 tillsåg kyrkoherden Ingemar att hemmanet Åstorp (samt Holmborgahägnad) bredvid Kristbergs kyrka inköptes för att användas som Kristbergs sockens prästgård. Säljare var Ragnvald Magnusson. 
Den senaste prästgården uppfördes 1867–1868 efter ritningar av konduktörerna Nyström på Hållingstorp vilka tillhörde socknens egen byggmästardynasti. Bröderna August & Johan Robert Nyström svarade även för kyrkskolan (1863) och Kristbergs rusthåll (1860).

## Natura 2000-området
Vid sjön Boren ligger en ekäng, även kallad Brinkängen. I närheten finns en skogbevuxen ravin genom vilken Prästbäcken slingrar sig ned till Boren. Både ekängen och bäckravinen har mycket höga naturvärden och utgör tillsammans ett Natura 2000-område.